# Alexis Castro
Alexis Castro (Buenos Aires, 18 ottobre 1994) è un calciatore argentino, centrocampista dell'Estudiantes (LP).

## Caratteristiche tecniche
È un esterno sinistro.

## Carriera
Ha giocato nella prima divisione dei campionati argentino, messicano ed uruguaiano.

## Palmarès

### Club

#### Competizioni nazionali
- Copa de la Liga Profesional: 1

Colón (SF): 2021